# Equuleus
Equuleus (Equ), o Cavalo Menor, é uma constelação do hemisfério celestial norte. O genitivo, usado para formar nomes de estrelas, é Equulei.
As constelações vizinhas são Pegasus, Delphinus e Aquarius.